# Tesuque
Tesuque est une census-designated place du Comté de Santa Fe dans l'état du Nouveau-Mexique aux États-Unis.
Sa population était de 1 094 habitants en 2020.